# Lijst van coaches van het Cypriotisch voetbalelftal (mannen)
Dit is een lijst van bondscoaches van het Cypriotisch voetbalelftal mannen.

## Bondscoaches
| Naam                    | Land van herkomst | Begin periode     | Einde periode     | Prijzen | Opmerkingen/Wijze van vertrek                      |
| ----------------------- | ----------------- | ----------------- | ----------------- | ------- | -------------------------------------------------- |
| Karl Winkler            | Duitsland         | 30 november 1957  | 30 november 1957  |         |                                                    |
| Argyrios Gavalas        | Cyprus            | 1 november 1960   | 15 november 1967  |         |                                                    |
| Pambos Avraamidis       | Cyprus            | 1 februari 1968   | 30 mei 1969       |         |                                                    |
| Ray Wood                | Georgië           | 1 november 1970   | 30 november 1971  |         |                                                    |
| Pambos Avraamidis       | Cyprus            | 1 november 1972   | 15 december 1975  |         |                                                    |
| Kostas Talianos         | Cyprus            | 15 mei 1976       | 31 mei 1976       |         |                                                    |
| Panikos Krystallis      | Cyprus            | 15 oktober 1976   | 30 mei 1977       |         |                                                    |
| Andreas Lazaridis       | Cyprus            | 10 november 1977  | 30 november 1978  |         |                                                    |
| Kostas Talianos         | Cyprus            | 1 november 1978   | 15 mei 1982       |         |                                                    |
| Vasil Spasov            | Bulgarije         | 25 oktober 1982   | 3 mei 1984        |         |                                                    |
| Panikos Iakovou         | Cyprus            | 15 juli 1984      | 30 april 1987     |         |                                                    |
| Takis Charalambous      | Cyprus            | 31 oktober 1987   | 30 november 1987  |         |                                                    |
| Panikos Iakovou         | Cyprus            | 1 oktober 1988    | 28 februari 1991  |         |                                                    |
| Andreas Michailidis     | Cyprus            | 31 maart 1991     | 31 december 1996  |         |                                                    |
| Stavros Papadopoulos    | Cyprus            | 10 februari 1997  | 10 mei 1997       |         |                                                    |
| Panikos Georgiou        | Cyprus            | 1 juli 1997       | 31 augustus 1999  |         |                                                    |
| Stavros Papadopoulos    | Cyprus            | 1 september 1999  | 30 juni 2001      |         |                                                    |
| Takis Charalambous      | Cyprus            | 31 juli 2001      | 31 oktober 2001   |         |                                                    |
| Momcilo Vukotic         | Servië            | 7 november 2001   | 30 november 2004  |         |                                                    |
| Angelos Anastasiadis    | Griekenland       | 18 december 2004  | 29 april 2011     |         |                                                    |
| Nikolaos Nioplias       | Griekenland       | 7 juni 2011       | 12 september 2013 |         |                                                    |
| Michalis Chatzipieris   | Griekenland       | 13 september 2013 | 16 oktober 2013   |         |                                                    |
| Pampos Christodoulou    | Cyprus            | 9 januari 2014    | 31 oktober 2015   |         |                                                    |
| Christakis Christoforou | Cyprus            | 1 december 2015   | 12 juni 2017      |         | Ontslag genomen, Ran Ben Shimon vervangt hem       |
| Ran Ben Shimon          | Israël            | 5 juli 2017       | 30 november 2019  |         | Ontslag genomen, Johan Walem vervangt hem          |
| Johan Walem             | België            | 25 januari 2020   | 17 februari 2021  |         | Ontslag genomen, Nikolaos Kostenoglou vervangt hem |
| Nikolaos Kostenoglou    | Griekenland       | 18 februari 2021  | 27 juni 2022      |         | Ontslagen, Temur Ketsbaia vervangt hem             |
| Temur Ketsbaia          | Georgië           | 29 juni 2022      |                   |         |                                                    |

KOP · A-internationals · Bondscoaches · Statistieken · Cypriotisch vrouwenelftal · Cyprus U21 · Cyprus U20 · Cyprus U19 · Cyprus U18 · Cyprus U17 · Cyprus U16
1960 – 1969 · 
1970 – 1979 · 
1980 – 1989 · 
1990 – 1999 · 
2000 – 2009 · 
2010 – 2019 ·
2020 − 2029
1960 · 
1961 · 
1962 · 
1963 · 
1964 · 
1965 · 
1966 · 
1967 · 
1968 · 
1969 · 
1970 · 
1971 · 
1972 · 
1973 · 
1974 · 
1975 · 
1976 · 
1977 · 
1978 · 
1979 · 
1980 · 
1981 · 
1982 · 
1983 · 
1984 · 
1985 · 
1986 · 
1987 · 
1988 · 
1989 · 
1990 · 
1991 · 
1992 · 
1993 · 
1994 · 
1995 · 
1996 · 
1997 · 
1998 · 
1999 · 
2000 · 
2001 · 
2002 · 
2003 · 
2004 · 
2005 · 
2006 · 
2007 · 
2008 · 
2009 · 
2010 · 
2011 · 
2012 · 
2013 ·
2014 ·
2015 ·
2016 ·
2017 ·
2018 ·
2019 ·
2020 ·
2021 ·
2022
Albanië ·
Andorra ·
Armenië ·
Azerbeidzjan ·
België ·
Bosnië en Herzegovina ·
Bulgarije ·
Canada ·
Denemarken ·
Duitsland ·
Engeland ·
Estland ·
Faeröer ·
Finland ·
Frankrijk ·
Georgië ·
Gibraltar · 
Griekenland ·
Hongarije ·
Ierland ·
IJsland ·
Irak ·
Iran ·
Israël ·
Italië ·
Japan ·
Joegoslavië ·
Jordanië ·
Kazachstan ·
Koeweit ·
Kosovo ·
Kroatië ·
Letland ·
Libanon ·
Litouwen ·
Luxemburg ·
Malta ·
Moldavië ·
Montenegro ·
Nederland ·
Noord-Ierland ·
Noord-Macedonië ·
Noorwegen ·
Oekraïne ·
Oostenrijk ·
Polen ·
Portugal ·
Roemenië ·
Rusland ·
San Marino ·
Saoedi-Arabië ·
Schotland ·
Servië ·
Slovenië ·
Slowakije ·
Sovjet-Unie ·
Spanje ·
Syrië ·
Tsjechië ·
Tsjecho-Slowakije ·
Wales ·
Wit-Rusland ·
Zweden ·
Zwitserland